# Loie Fuller
Loïe Fuller, nascida Marie Louise Fuller (Fullersburg, hoje Hinsdale,  15 de janeiro de 1862 – Paris, 1 de janeiro de 1928) foi uma atriz e dançarina norte-americana, pioneira das técnicas tanto da dança moderna quanto da iluminação teatral. É a inventora da serpentine dance.
Fuller fazia uma união de suas coreografias com seus trajes confeccionados em seda iluminados por luzes multicoloridas, assim percebendo o efeito de refletores em seus trajes resolveu explorar por toda a sua vida essa ideia de iluminação.

## Biografia
Embora fosse famosa nos Estados Unidos, ela achava que não era levada a sério pelo público, que a considerava apenas uma atriz. Segundo Paul Bourcier, "Fuller foi considerada mais uma artista de variedades do que uma bailarina". Loie Fuller fez várias turnês pela Europa, dentre uma delas com Isadora Duncan. Em Paris, teve acolhida calorosa, o que a persuadiu a permanecer na França e ali continuar o seu trabalho, tornando-se uma artista regular no elenco do Folies Bergère.
Fuller havia criado um grupo de balé, Les Féeries Fantastiques de Loie Fuller (As magias fantásticas de Loie Fuller ). Após algum tempo, retornou aos Estados Unidos, para apresentações. Mas passou o resto da vida em Paris, onde morreu em  consequência de câncer, aos 65 anos de idade. Foi cremada, e suas cinzas estão enterradas no Cemitério do Père-Lachaise, em Paris. Após sua morte, sua companhia permaneceu em atividade até 1939.

## Galeria de imagens

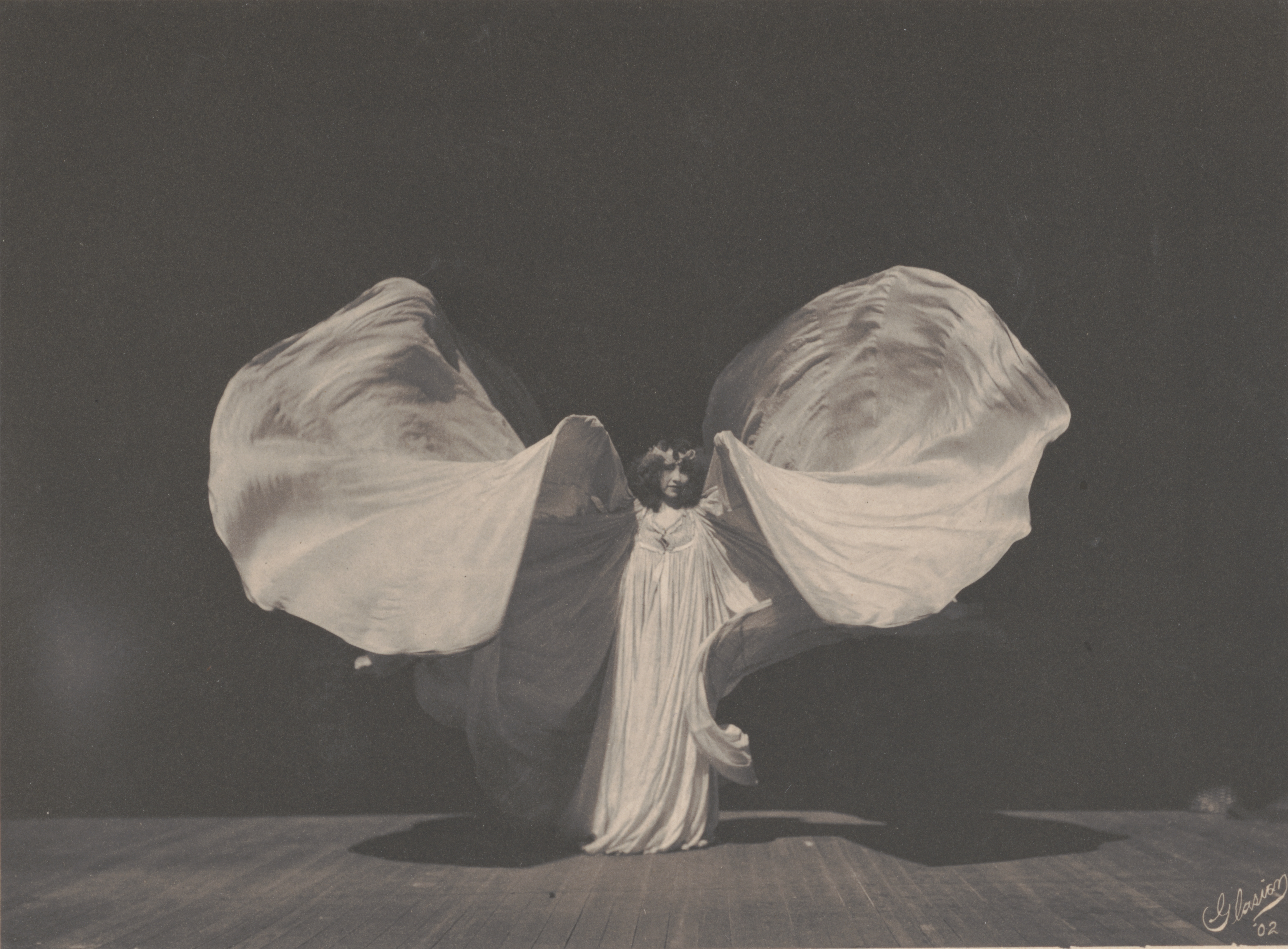
Loie Fuller em cena (Foto de Frederick Glasier, 1902).
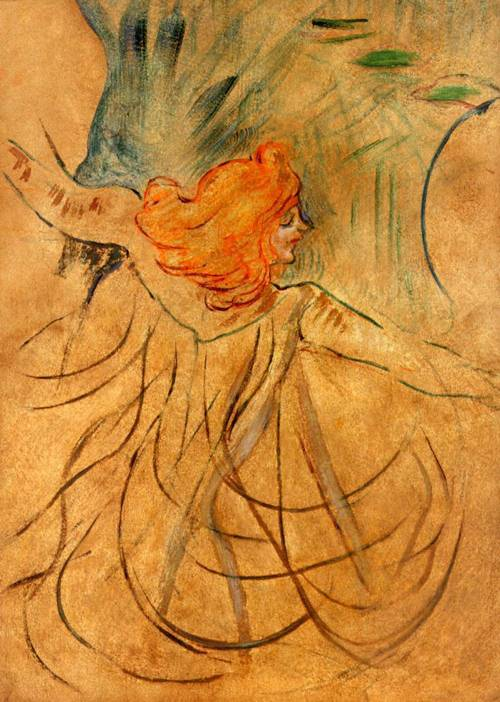
Loie Fuller pintada por Toulouse-Lautrec (1892).
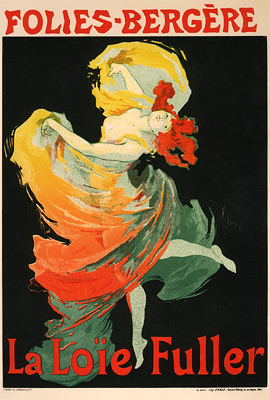
Cartaz do Folies Bergère de autoria de Jules Cheret.